# Дибензантрацен
Дибензантраце́н — или ДБА, полициклический ароматический углеводород с химической формулой С22H14 состоящий из 5 бензольных колец, обладающий канцерогенностью. Является изомером пентацена. Входит в состав смога, выхлопных газов, образуется при сжигании топлива и нефтепродуктов.